# 大和村

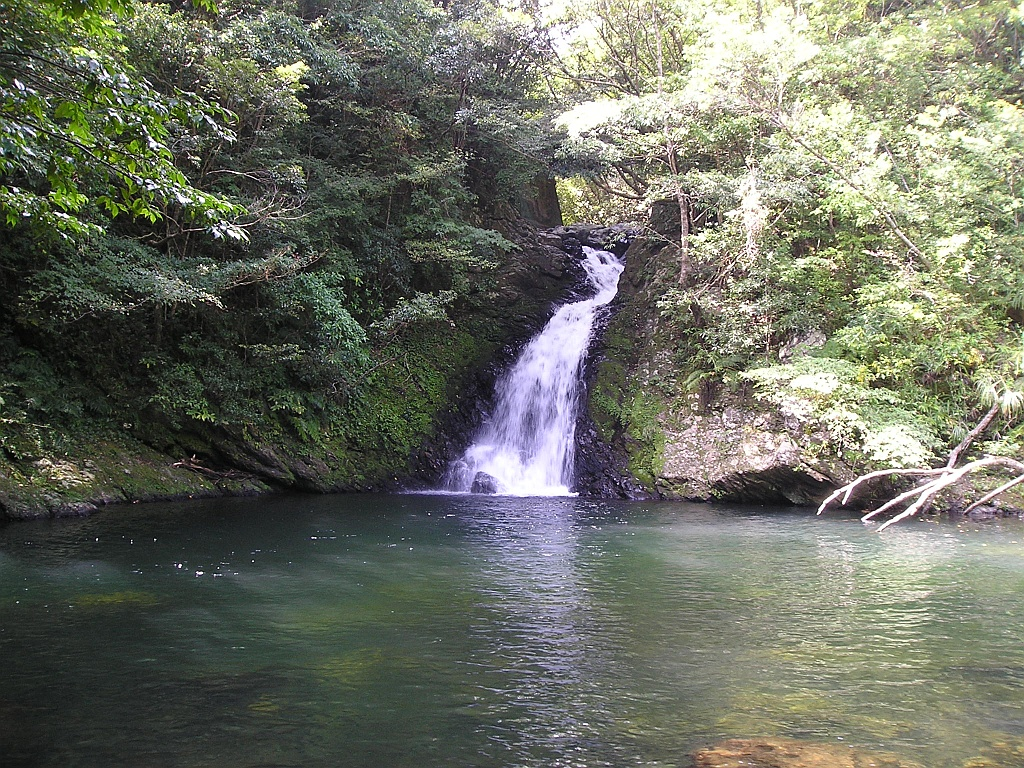
マテリヤの滝

大和村（やまとそん）は、鹿児島県の奄美大島にある村の1つ。大島郡に属し、奄美群島振興開発特別措置法の適用区域にあたる。

## 地理
大和村は奄美大島の中央部に位置し、北岸で東シナ海に面する。
- 山：湯湾岳（奄美岳）
  - 標高694mで奄美大島最高峰。奄美群島国立公園の特別保護地区[2]、および天然記念物（天然保護区域）に指定されている。

### 隣接市町村
- 奄美市
- 大島郡宇検村

### 地名
- 今里（いまざと）
- 大金久（おおがねく）
- 大棚（おおだな）
- 思勝（おんがち）
- 国直（くになお）
- 志戸勘（しどかん）
- 津名久（つなぐ）
- 戸円（とえん）
- 名音（なおん）
- 大和浜（やまとはま）
- 湯湾釜（ゆわんがま）

## 歴史

### 近現代
- 1908年（明治41年）4月1日 - 島嶼町村制施行により、焼内間切大和浜方の区域を以て大島郡大和村が発足。
- 1946年（昭和21年）2月2日 - アメリカ合衆国（琉球列島米国民政府）の統治下に置かれる。
- 1953年（昭和28年）12月25日 - 奄美大島の本土復帰により再び日本国に属する。
- 2004年（平成16年）2月 - 「奄美大島地区合併協議会」に参加。
- 2005年（平成17年）3月 - 「奄美大島地区合併協議会」を宇検村と共に脱退。
- 2022年（令和4年）1月8日 - 鹿児島県では島内の新型コロナウイルス感染症患者の急増を受けて、5市町村に独自の緊急事態宣言発令を決定。同月11日から24日までの間、飲食店における酒類の提供停止と営業時間短縮を要請した[3]。

## 行政

### 村長
- 伊集院幼（いじゅういん げん） - 2009年8月就任。4期目。

### 村議会
- 定数：8人

### 予算
- 平成28年度一般会計当初予算 - 26億1,857万8千円

### 国の行政機関
- 環境省
  - 九州地方環境事務所奄美自然保護官事務所
  - 奄美野生生物保護センター

## 産業
- 主な農産品：スモモ・ポンカン・タンカンなど。

※ 日本のサトウキビ栽培発祥の地（現在、サトウキビ栽培はない）
村内に名音川水力発電所がある。

## 地域

### 人口
| |                                        |  |
| 大和村と全国の年齢別人口分布（2005年） | 大和村の年齢・男女別人口分布（2005年） |  |
| ■紫色 ― 大和村 ■緑色 ― 日本全国 | ■青色 ― 男性 ■赤色 ― 女性              |  |
| 大和村（に相当する地域）の人口の推移 \| 1970年（昭和45年） \| 3,136人 \| \| \| 1975年（昭和50年） \| 2,733人 \| \| \| 1980年（昭和55年） \| 2,509人 \| \| \| 1985年（昭和60年） \| 2,419人 \| \| \| 1990年（平成2年） \| 2,251人 \| \| \| 1995年（平成7年） \| 2,092人 \| \| \| 2000年（平成12年） \| 2,104人 \| \| \| 2005年（平成17年） \| 2,013人 \| \| \| 2010年（平成22年） \| 1,765人 \| \| \| 2015年（平成27年） \| 1,530人 \| \| \| 2020年（令和2年） \| 1,364人 \| \| |                                        |  |
| 総務省統計局 国勢調査より |                                        |  |
| 1970年（昭和45年） | 3,136人                                |  |
| 1975年（昭和50年） | 2,733人                                |  |
| 1980年（昭和55年） | 2,509人                                |  |
| 1985年（昭和60年） | 2,419人                                |  |
| 1990年（平成2年） | 2,251人                                |  |
| 1995年（平成7年） | 2,092人                                |  |
| 2000年（平成12年） | 2,104人                                |  |
| 2005年（平成17年） | 2,013人                                |  |
| 2010年（平成22年） | 1,765人                                |  |
| 2015年（平成27年） | 1,530人                                |  |
| 2020年（令和2年） | 1,364人                                |  |

### 教育

#### 小・中学校
村立中学校
- 大和中学校（2011年（平成23年）4月に大和、名音、大棚、今里、戸円の各中学校を廃止統合し、大和中学校として新設された[4]。）

村立小学校
- 大和小学校
  - 湯湾釜分校
- 名音小学校
- 大棚小学校
- 今里小学校

## 交通

### 空港
- 最寄り空港は奄美空港。

### 港湾
- 最寄り港は名瀬港。

### バス路線
- 大和村直行バス - 大島タクシーへの委託運行。名瀬市街地と大和村内を結ぶ。かつてはしまバス（旧・道の島交通）の60系統が奄美市名瀬方面（与儀又、小湊）と大棚・今里の間を運行していたが、同路線が2019年4月5日限りで廃止されたため、翌6日以後は村が独自の路線バスを運行している[5]。名瀬市街地と今里の間を1日平日は5往復、休日は3往復運行。大和村発は奄美市内の停留所（根瀬部以東）は降車のみ、大和村行きは奄美市内の停留所は乗車のみ扱い。村民の利用については一部区間で割引がある。
  - 県病院前 - 名瀬郵便局前 - 中央病院前 - 知名瀬 - 根瀬部 - 国直 - 大和浜 - 戸円 - 名音 - 今里
- 集落巡回バス「きびきび号」 - 2023年7月3日運行開始。月・水・金曜日のみ2往復運行。各集落内を巡回しながら運行する。

### 道路
主要地方道
- 鹿児島県道79号名瀬瀬戸内線

## 名所・旧跡・観光スポット・祭事・催事
- 奄美野生生物保護センター
- 群倉（ぼれぐら） - 大和浜に保存されている高倉（たかぐら）群。
- 開饒神社（ひらとみ） - 恩勝。直川智を祭る。
- 大和浜のオキナワウラジロガシ林
- きびの郷磯平パーク - 戸円。サトウキビ栽培発祥地。
- 奄美ハナハナ
- 宮古崎 - タイワンヤマツツジ群生地。
- 国直サンセットパーク - 夕陽の名所。
- 国直海岸 - 海水浴場。
- 大山崎灯台
- 徳浜の断崖 - チャートの絶壁。
- ヒエン浜
- 今里の立神
- 奄美フォレストポリス - キャンプ場。
- マテリヤの滝
- ジャングルトレイルラン - 2月に宇検村（約50km）または大和村（約20km）から奄美市名瀬までのスーパー林道を走るレース。

## 出身者
- azusa（梓）- 歌手
- 直川智（すなお かわち） - 慶長年間にサトウキビの苗を福建から持ち帰り栽培を始めた人物。

## 関係者
- 城南海（きずき みなみ。歌手） - 大和村観光大使、祖父母が居住[6]。
- 林下清志 - 2006年から2009年まで大棚地区に居住。テレビ朝日系列痛快!ビッグダディのロケ地となった。